# Залари (река)
Залари́ — река в Иркутской области России, левый приток Ангары.
Длина реки — 109 км, площадь водосборного бассейна — 1490 км².
Берёт начало в предгорьях Восточного Саяна, течёт преимущественно с юго-запада на северо-восток, прорезая предгорную Иркутско-Черемховскую равнину и впадает в Унгинский залив Братского водохранилища (36 км по правому берегу).